# Andrea Arnaboldi
Andrea Arnaboldi (* 27. Dezember 1987 in Mailand) ist ein italienischer Tennisspieler.

## Persönliches
Andrea ist der Cousin von Federico Arnaboldi, der ebenfalls Tennisspieler ist.

## Karriere
Andrea Arnaboldi spielt hauptsächlich auf der ATP Challenger Tour und der ITF Future Tour. Auf der Future Tour gewann er bereits 13 Titel im Einzel und Doppel.
Bei den French Open 2014 gelang ihm erstmals die Qualifikation für das Hauptfeld eines Grand-Slam-Turniers. Dort verlor er die Auftaktrunde gegen Simone Bolelli glatt in drei Sätzen. Bei den US Open 2014 verlor er bereits seine Auftaktpartie in der Qualifikation.
In der deutschen 2. Tennis-Bundesliga spielte Arnaboldi 2010 für den Wacker Burghausen. 2011 bis 2014 spielte er für den Tennis-Club 1. FC Nürnberg, davon 2011 und 2012 in der 1. Liga und 2013 sowie 2014 in der 2. Liga.

## Erfolge
| Legende (Anzahl der Siege)  |
| Grand Slam                  |
| ATP World Tour Finals       |
| ATP World Tour Masters 1000 |
| ATP World Tour 500          |
| ATP World Tour 250          |
| ATP Challenger Tour (2)     |

### Doppel

#### Turniersiege
| Nr. | Datum            | Turnier  | Belag         | Partner                 | Finalgegner                     | Ergebnis          |
| --- | ---------------- | -------- | ------------- | ----------------------- | ------------------------------- | ----------------- |
| 1.  | 24. April 2015   | Vercelli | Sand          | Hans Podlipnik-Castillo | Sjarhej Betau Michail Jelgin    | 6:75, 7:5, [10:3] |
| 2.  | 18. Oktober 2015 | Rennes   | Hartplatz (i) | Antonio Šančić          | Wesley Koolhof Matwé Middelkoop | 6:4, 2:6, [14:12] |